# Danny Village
Danny Village es una villa de Trinidad y Tobago, que forma parte de la región de Siparia.

## Geografía
La villa abarca parte de la isla Trinidad y limita al norte con Quarry Village, al sur con el canal de Colón, al este con Penal Quinam Beach Road (localidad perteneciente a la región de Penal-Debe) y al oeste con Santa Flora.

## Demografía
Datos demográficos de la villa de Danny Village:
| Gráfica de evolución demográfica de Danny Village entre 2000 y 2011 |
|                                                                     |